# Distichocera macleayi
Distichocera macleayi là một loài bọ cánh cứng trong họ Cerambycidae.